# Running Up That Hill
«Running Up That Hill (A Deal with God)» (укр. «Біжучи на пагорб (Угода з Богом)») — пісня англійської співачки і авторки пісень Кейт Буш. Записана на першій стороні альбому Hounds of Love (1985) і видана у форматі синглу (з піснею Under the Ivy на другій стороні).
Після першого випуску в 1985 році «Running Up That Hill» посіла третє місце в UK Singles Chart і 30 місце в Billboard Hot 100, ставши першим хітом Буш в Сполучених Штатах. Вперше ж наживо пісня була виконана у 1987 році на благодійному шоу The Secret Policeman's Ball у супроводі гітариста Pink Floyd Девіда Гілмора.
У 2012 році під час церемонії закриття літніх Олімпійських ігор відбулася прем'єра реміксу, який увійшов до топ-10 чарту Великої Британії.
У 2022 році «Running Up That Hill» знову привернув увагу публіки, коли потрапила до саундтреку четвертого сезону серіалу Дивні Дива. В результаті пісня потрапила у топ чарти 36 країн, включаючи США і Велику Британію

## Про пісню
Пісня «Running Up That Hill», яка вважається одним із найкращих зразків творчості Кейт Буш, була записана у 1984 році і випущена у Великій Британії у вигляді синглу 5 серпня 1985 року — більш ніж на місяць раніше за альбом Hounds of Love, що надійшов у продаж 16 вересня. Спочатку Кейт Буш назвала композицію A Deal with God (Угода з Богом), проте звукозаписна компанія EMI відмовилася випускати її під такою назвою, побоюючись, що вона може ускладнити ротацію пісні на радіо (особливо в США). Спочатку EMI хотіли випустити як перший сингл іншу композицію з цього ж альбому — «Cloudbusting», проте потім сторонам вдалося дійти компромісу, змінивши назву пісні на більш нейтральну.
«Running Up That Hill» — перший сингл Кейт Буш, випущений одночасно в семи-і дванадцятидюймовому форматі. Семидюймова версія включала композиції «Running Up That Hill» і «Under the Ivy». На дванадцятидюймовому синглу був записаний більш тривалий варіант Running Up That Hill з відмінним текстом, а також її інструментальна версія і композиція Under the Ivy.
Сингл досяг третього місця в хіт-парадах Великої Британії та Німеччини, шостого — у Нідерландах, а також став першим синглом Кейт Буш з часів The Man with the Child in His Eyes (1978), що потрапив у Top 100 синглів США, де він досяг тридцятого місця — найкращий результат серед усіх синглів Буш.
У відеокліпі на Running Up That Hill Кейт Буш знялася разом з танцюристом Мішелем Ерво, запросивши в якості хореографа свого вчителя танців Дайан Грей. Однак для ротації на MTV було обрано іншу версію кліпу, зняту під час концертного виступу.
Окрім альбому Hounds of Love, композиція «Running Up That Hill» також входить до збірок The Whole Story, Moments of Pleasure – The Best Works 1978–1993 та This Woman's Work (розширена версія).
Композиція «Under the Ivy» крім синглу виходила тільки на збірці This Woman's Work.
Трек включений в офіційний альбом саундтреків до церемонії закриття Літніх Олімпійських ігор 2012 року. 19 серпня ремікс увійшов у чарти Великої Британії під номером 6. Це було повернення Буш у десятку найкращих після майже семи років після King of the Mountain в 2005 році.

## Треклист
Автор музики і слів Кейт Буш. 
| 7" сингл (Велика Британія) | 7" сингл (Велика Британія) | 7" сингл (Велика Британія) |
| #                          | Назва                      | Тривалість                 |
| -------------------------- | -------------------------- | -------------------------- |
| 1.                         | «Running Up That Hill»     | 4:58                       |
| 2.                         | «Under the Ivy»            | 2:07                       |

| 12" максі-сингл (Велика Британія) | 12" максі-сингл (Велика Британія)         | 12" максі-сингл (Велика Британія) |
| #                                 | Назва                                     | Тривалість                        |
| --------------------------------- | ----------------------------------------- | --------------------------------- |
| 1.                                | «Running Up That Hill» (Розширена версія) | 5:43                              |
| 2.                                | «Under the Ivy»                           | 2:07                              |
| 3.                                | «Running Up That Hill» (Інструментал)     | 4:54                              |

## Учасники запису
- Кейт Буш — вокал, Fairlight CMI
- Алан Мерфі — гітара
- Дел Палмер — бас-гітара
- Стюарт Елліотт — ударні
- Педді Буш — балалайка

## Чарти
| Чарт (1985)                               | Найвища позиція |
| ----------------------------------------- | --------------- |
| Australia (Kent Music Report)             | 6               |
| Австрія (Ö3 Austria Top 75)               | 21              |
| Бельгія (Ultratop Flanders)               | 6               |
| Canada Top Singles (RPM)                  | 16              |
| Europe (European Hot 100 Singles)         | 8               |
| Франція (SNEP)                            | 24              |
| Німеччина (Media Control AG)              | 3               |
| Ірландія (IRMA)                           | 4               |
| Italy (Musica e dischi)                   | 22              |
| Нідерланди (Dutch Top 40)                 | 6               |
| Нідерланди (Mega Single Top 100)          | 6               |
| Нова Зеландія (RIANZ)                     | 26              |
| Швейцарія (Media Control AG)              | 10              |
| Велика Британія (Official Charts Company) | 3               |
| США (Billboard Hot 100)                   | 30              |
| US Cash Box Top 100                       | 28              |
| США (Hot Dance Club Songs) (Billboard)    | 13              |
| US Hot Dance Singles Sales (Billboard)    | 21              |
| США (Mainstream Rock) (Billboard)         | 34              |

| Чарт (2012)      | Найвища позиція |
| ---------------- | --------------- |
| Ireland (IRMA)   | 22              |
| UK Singles Chart | 6               |

| Чарт (2014)      | Найвища позиція |
| ---------------- | --------------- |
| UK Singles Chart | 51              |

| Чарт (2022)                               | Найвища позиція |
| ----------------------------------------- | --------------- |
| Argentina (Argentina Hot 100)             | 54              |
| Австралія (ARIA)                          | 1               |
| Austria (Ö3 Austria Top 40)               | 3               |
| Belgium (Billboard)                       | 1               |
| Бельгія (Ultratop Wallonia)               | 23              |
| Brazil (Billboard)                        | 21              |
| Canada (Canadian Hot 100)                 | 2               |
| Canada AC (Billboard)                     | 49              |
| Canada CHR/Top 40 (Billboard)             | 44              |
| Canada Hot AC (Billboard)                 | 47              |
| Croatia (Billboard)                       | 4               |
| Чехія (Singles Digitál Top 100)           | 2               |
| Denmark (Tracklisten)                     | 6               |
| Finland (Suomen virallinen lista)         | 6               |
| France (SNEP)                             | 3               |
| Німеччина (Media Control AG)              | 4               |
| Global 200 (Billboard)                    | 1               |
| Greece (IFPI)                             | 2               |
| Угорщина (Single Top 40)                  | 3               |
| Угорщина (Stream Top 40)                  | 6               |
| Iceland (Plötutíðindi)                    | 2               |
| India (IMI)                               | 11              |
| Ірландія (IRMA)                           | 1               |
| Italy (FIMI)                              | 18              |
| Japan Hot Overseas (Billboard Japan)      | 18              |
| Lithuania (AGATA)                         | 1               |
| Luxembourg (Billboard)                    | 1               |
| Malaysia (RIM)                            | 8               |
| Нідерланди (Dutch Top 40)                 | 16              |
| Нідерланди (Mega Single Top 100)          | 3               |
| New Zealand (Recorded Music NZ)           | 1               |
| Norway (VG-lista)                         | 4               |
| Португалія (AFP)                          | 4               |
| Romania (Billboard)                       | 20              |
| Singapore (RIAS)                          | 5               |
| Slovakia (Singles Digitál Top 100)        | 2               |
| South Africa (RISA)                       | 6               |
| Spain (PROMUSICAE)                        | 48              |
| Sweden (Sverigetopplistan)                | 1               |
| Швейцарія (Media Control AG)              | 1               |
| Велика Британія (Official Charts Company) | 1               |
| US Billboard Hot 100                      | 4               |
| US Adult Contemporary (Billboard)         | 14              |
| US Adult Top 40 (Billboard)               | 17              |
| США (Hot Rock Songs) (Billboard)          | 1               |
| US Mainstream Top 40 (Billboard)          | 17              |
| Vietnam (Vietnam Hot 100)                 | 40              |

| Чарт (1985)                   | Позиція |
| ----------------------------- | ------- |
| Australia (Kent Music Report) | 72      |
| Belgium (Ultratop)            | 50      |
| Germany (Media Control)       | 30      |
| Netherlands (Dutch Top 40)    | 45      |
| Netherlands (Single Top 100)  | 40      |
| UK Singles (OCC)              | 56      |

## Сертифікації
| Регіон | Сертифікація | Продажі  |
| --- | ------------ | -------- |
| Нова Зеландія (RIANZ)                                                                                            | Золотий      | 15 000   |
| Велика Британія (BPI) Фізичні продажі 1985 року                                                                  | Срібний      | 250 000^ |
| Велика Британія (BPI) Цифрові продажі після 2004 року                                                            | Платиновий   | 600 000  |
| ^відвантаження, що базуються лише на сертифікаціях · продажі+прослуховування, що базуються лише на сертифікаціях |              |          |

## Кавер-версії та ремікси

### Ремікс Elastic Band
У вересні 1994 року версія гурту Elastic Band у стилях транс і хауз досягла першого місця в канадському танцювальному чарті RPM.

### Версія Within Temptation
Голландський симфонік-метал гурт Within Temptation в 2003 році випустив кавер-версію на пісню. Пісня дебютувала під номером 9 у голландських чартах 17 травня 2003 року. Через тиждень вона досягла 7 місця. Ця версія пісні також встигла потрапити в чарти в Австрії, Бельгії, Німеччині та Швейцарії.

### Версія Placebo
У 2003 році пісня «Running Up That Hill» була переспівана британським рок-гуртом Placebo і випущена на збірці каверів Covers. Після того, як пісня була використана для прем'єри четвертого сезону серіалу «Чужа сім'я», вона привернула багато уваги як у США, так і у Великій Британії, досягнувши № 44 у UK Singles Chart.

### Версія Мег Майерс і ремікс Anyma
Американська співачка Мег Маєрс випустила кавер на пісню 6 березня 2019 року. Її кавер посів перше місце в чарті Billboard Rock Airplay і чарті Alternative Songs у січні 2020 року.
Італійський техно-продюсер і ді-джей Маттео Міллері з Tale of Us під сценічним псевдонімом Anyma випустив версію «Running Up That Hill» під простою назвою «Running» 8 грудня 2021 року, яка заснована на записі пісні Мег Маєрс.